# Arnaldo Sentimenti
Arnaldo Sentimenti (Bomporto, 24 maggio 1914 – Napoli, 12 giugno 1997) è stato un calciatore e allenatore di calcio italiano, di ruolo portiere.
È il secondo di cinque fratelli: Ennio (I), Vittorio (III), Lucidio (IV) e Primo (V), pertanto è noto anche come Sentimenti II.

## Biografia
Originario di Bomporto, in Emilia, sposò una ragazza napoletana.
A fine carriera visse fino alla morte al Vomero.

### La famiglia Sentimenti
La famiglia Sentimenti comprendeva diversi giocatori di calcio:
|  |  |                   |                   |                   |                   |                   |                   |  |  |                                                      |                                                      |                                                      |                                                      |                                                      |                                                      |                |                | Pompeo Sentimenti                                        | Pompeo Sentimenti                                        | Pompeo Sentimenti                                        | Pompeo Sentimenti                                        | Pompeo Sentimenti                                        | Pompeo Sentimenti                                        |  |  |                                                        |                                                        |                                                        |                                                        | Teodolinda Pacchioni                                   | Teodolinda Pacchioni                                   | Teodolinda Pacchioni | Teodolinda Pacchioni | Teodolinda Pacchioni                                  | Teodolinda Pacchioni                                  |                                                       |                                                       |                                                       |                                                       |                    |                    |                                                  |                                                  |                                                  |                                                  |                                                  |                                                  |               |               |               |               |               |               |  |  |  |  |
|  |  |                   |                   |                   |                   |                   |                   |  |  |                                                      |                                                      |                                                      |                                                      |                                                      |                                                      |                |                | Pompeo Sentimenti                                        | Pompeo Sentimenti                                        | Pompeo Sentimenti                                        | Pompeo Sentimenti                                        | Pompeo Sentimenti                                        | Pompeo Sentimenti                                        |  |  |                                                        |                                                        |                                                        |                                                        | Teodolinda Pacchioni                                   | Teodolinda Pacchioni                                   | Teodolinda Pacchioni | Teodolinda Pacchioni | Teodolinda Pacchioni                                  | Teodolinda Pacchioni                                  |                                                       |                                                       |                                                       |                                                       |                    |                    |                                                  |                                                  |                                                  |                                                  |                                                  |                                                  |               |               |               |               |               |               |  |  |  |  |
|  |  |                   |                   |                   |                   |                   |                   |  |  |                                                      |                                                      |                                                      |                                                      |                                                      |                                                      |                |                |                                                          |                                                          |                                                          |                                                          |                                                          |                                                          |  |  |                                                        |                                                        |                                                        |                                                        |                                                        |                                                        |                      |                      |                                                       |                                                       |                                                       |                                                       |                                                       |                                                       |                    |                    |                                                  |                                                  |                                                  |                                                  |                                                  |                                                  |               |               |               |               |               |               |  |  |  |  |
|  |  |                   |                   |                   |                   |                   |                   |  |  |                                                      |                                                      |                                                      |                                                      |                                                      |                                                      |                |                |                                                          |                                                          |                                                          |                                                          |                                                          |                                                          |  |  |                                                        |                                                        |                                                        |                                                        |                                                        |                                                        |                      |                      |                                                       |                                                       |                                                       |                                                       |                                                       |                                                       |                    |                    |                                                  |                                                  |                                                  |                                                  |                                                  |                                                  |               |               |               |               |               |               |  |  |  |  |
|  |  | Arturo Sentimenti | Arturo Sentimenti | Arturo Sentimenti | Arturo Sentimenti | Arturo Sentimenti | Arturo Sentimenti |  |  |                                                      |                                                      |                                                      |                                                      | Augusta Fregni                                       | Augusta Fregni                                       | Augusta Fregni | Augusta Fregni | Augusta Fregni                                           | Augusta Fregni                                           |                                                          |                                                          |                                                          |                                                          |  |  |                                                        |                                                        |                                                        |                                                        |                                                        |                                                        |                      |                      |                                                       |                                                       | Antonio Sentimenti                                    | Antonio Sentimenti                                    | Antonio Sentimenti                                    | Antonio Sentimenti                                    | Antonio Sentimenti | Antonio Sentimenti |                                                  |                                                  |                                                  |                                                  |                                                  |                                                  | Rosa Molinari | Rosa Molinari | Rosa Molinari | Rosa Molinari | Rosa Molinari | Rosa Molinari |  |  |  |  |
|  |  | Arturo Sentimenti | Arturo Sentimenti | Arturo Sentimenti | Arturo Sentimenti | Arturo Sentimenti | Arturo Sentimenti |  |  |                                                      |                                                      |                                                      |                                                      | Augusta Fregni                                       | Augusta Fregni                                       | Augusta Fregni | Augusta Fregni | Augusta Fregni                                           | Augusta Fregni                                           |                                                          |                                                          |                                                          |                                                          |  |  |                                                        |                                                        |                                                        |                                                        |                                                        |                                                        |                      |                      |                                                       |                                                       | Antonio Sentimenti                                    | Antonio Sentimenti                                    | Antonio Sentimenti                                    | Antonio Sentimenti                                    | Antonio Sentimenti | Antonio Sentimenti |                                                  |                                                  |                                                  |                                                  |                                                  |                                                  | Rosa Molinari | Rosa Molinari | Rosa Molinari | Rosa Molinari | Rosa Molinari | Rosa Molinari |  |  |  |  |
|  |  |                   |                   |                   |                   |                   |                   |  |  |                                                      |                                                      |                                                      |                                                      |                                                      |                                                      |                |                |                                                          |                                                          |                                                          |                                                          |                                                          |                                                          |  |  |                                                        |                                                        |                                                        |                                                        |                                                        |                                                        |                      |                      |                                                       |                                                       |                                                       |                                                       |                                                       |                                                       |                    |                    |                                                  |                                                  |                                                  |                                                  |                                                  |                                                  |               |               |               |               |               |               |  |  |  |  |
|  |  |                   |                   |                   |                   |                   |                   |  |  |                                                      |                                                      |                                                      |                                                      |                                                      |                                                      |                |                |                                                          |                                                          |                                                          |                                                          |                                                          |                                                          |  |  |                                                        |                                                        |                                                        |                                                        |                                                        |                                                        |                      |                      |                                                       |                                                       |                                                       |                                                       |                                                       |                                                       |                    |                    |                                                  |                                                  |                                                  |                                                  |                                                  |                                                  |               |               |               |               |               |               |  |  |  |  |
|  |  | Ennio Sentimenti  | Ennio Sentimenti  | Ennio Sentimenti  | Ennio Sentimenti  | Ennio Sentimenti  | Ennio Sentimenti  |  |  | Arnaldo Sentimenti (24 maggio 1914 - 12 giugno 1997) | Arnaldo Sentimenti (24 maggio 1914 - 12 giugno 1997) | Arnaldo Sentimenti (24 maggio 1914 - 12 giugno 1997) | Arnaldo Sentimenti (24 maggio 1914 - 12 giugno 1997) | Arnaldo Sentimenti (24 maggio 1914 - 12 giugno 1997) | Arnaldo Sentimenti (24 maggio 1914 - 12 giugno 1997) |                |                | Vittorio Sentimenti (18 agosto 1918 - 27 settembre 2004) | Vittorio Sentimenti (18 agosto 1918 - 27 settembre 2004) | Vittorio Sentimenti (18 agosto 1918 - 27 settembre 2004) | Vittorio Sentimenti (18 agosto 1918 - 27 settembre 2004) | Vittorio Sentimenti (18 agosto 1918 - 27 settembre 2004) | Vittorio Sentimenti (18 agosto 1918 - 27 settembre 2004) |  |  | Lucidio Sentimenti (1º luglio 1920 - 28 novembre 2014) | Lucidio Sentimenti (1º luglio 1920 - 28 novembre 2014) | Lucidio Sentimenti (1º luglio 1920 - 28 novembre 2014) | Lucidio Sentimenti (1º luglio 1920 - 28 novembre 2014) | Lucidio Sentimenti (1º luglio 1920 - 28 novembre 2014) | Lucidio Sentimenti (1º luglio 1920 - 28 novembre 2014) |                      |                      | Primo Sentimenti (28 dicembre 1926 - 13 ottobre 2016) | Primo Sentimenti (28 dicembre 1926 - 13 ottobre 2016) | Primo Sentimenti (28 dicembre 1926 - 13 ottobre 2016) | Primo Sentimenti (28 dicembre 1926 - 13 ottobre 2016) | Primo Sentimenti (28 dicembre 1926 - 13 ottobre 2016) | Primo Sentimenti (28 dicembre 1926 - 13 ottobre 2016) |                    |                    | Lino Sentimenti (25 giugno 1929 - 9 luglio 2020) | Lino Sentimenti (25 giugno 1929 - 9 luglio 2020) | Lino Sentimenti (25 giugno 1929 - 9 luglio 2020) | Lino Sentimenti (25 giugno 1929 - 9 luglio 2020) | Lino Sentimenti (25 giugno 1929 - 9 luglio 2020) | Lino Sentimenti (25 giugno 1929 - 9 luglio 2020) |               |               |               |               |               |               |  |  |  |  |

## Caratteristiche tecniche
Nella sua carriera di portiere ha neutralizzato 36 rigori, tra cui 9 consecutivi, parando anche i tiri di Silvio Piola, Giuseppe Meazza e Annibale Frossi. Il giocatore che interruppe questa serie fu il fratello Lucidio nella stagione 1941-1942, nella gara Napoli-Modena (2-1).

## Carriera

### Giocatore
Dopo aver trascorso quattro anni tra le serie minori italiane, con le maglie di Crevalcore ed Urbino, venne notato dall'inglese William Garbutt, allenatore del Napoli di quei tempi, in una partita del 1934 proponendogli di fare un provino per il Napoli, che venne superato. Arnaldo ebbe l'occasione di giocare con continuità solo dopo il ritiro dell'estremo difensore Giuseppe Cavanna. Con il Napoli giocò dodici campionati dal 1934 al 1948 e fu il capitano negli ultimi 8. Giocò complessivamente 227 partite (195 in Serie A e 32 in Serie B) ed è tra i portieri del Napoli rimasti imbattuti più a lungo, con circa 800 minuti d'inviolabilità della porta.
Dalla 2ª giornata (Bari-Napoli 1-2) alla 12ª giornata (Napoli-Siena 6-1) della fase preliminare (Centro-Sud) del campionato 1945-1946 mantenne la porta napoletana inviolata per 800 minuti.

### Allenatore
Dopo un'esperienza al Parma, in sostituzione di Bruno Dazzi nella stagione 1963-1964, in cui la squadra rischiò la retrocessione nell'allora Serie C salvandosi per un punto, proseguì la carriera di allenatore all'Internapoli nella stagione 1967-1968: la sua esperienza nella squadra napoletana fu alquanto tribolata, dopo averla portata alla promozione nell'allora Serie C, culminando nell'esonero a metà gennaio 1968, dopo essere stato in un primo momento riconfermato, con la squadra alla decima posizione in classifica. Allenò poi il Sora nella stagione 1968-1969, in Serie D.

## Palmarès

### Allenatore

#### Competizioni nazionali
- Serie D: 2

Casertana: 1963-1964
Internapoli: 1966-1967
- Serie C: 1

Stabia: 1950-1951